# فيديريكو غاتوني
فيديريكو أغوستين غاتوني (مواليد 16 فبراير 1999) لاعب كرة قدم أرجنتيني محترف، يلعب في مركز قلب الدفاع مع نادي ريفر بليت، في فترة إعارة من نادي إشبيلية في الدوري الإسباني.

## مسيرة النادي
أمضى غاتوني سنواته الأولى في نادي تشاكابوكو المحلي، قبل أن ينضم إلى سان لورينزو دي ألماجرو في سن السابعة. حقق انطلاقته في كرة القدم للفريق الأول في أكتوبر 2020، حيث ظهر لأول مرة مع الفريق الأول في مباراة انتهت بالتعادل بدون أهداف خارج أرضه أمام نادي أرجنتينوس جونيورز في كأس الدوري المحترف في 31 أكتوبر.
مع صغر سنه وقلة خبرته ضل غاتوني حبيس مقاعد البدلاء في كل من المباريات لموسمين باستثناء مشاركته في مباريات الكاس، ثم تأجيل ظهوره مرة أخرى بسبب إصابات الصليبية الخطيرة التي تعرض لها في كلتا الركبتين في عامي 2017 و2018. سجل فيديريكو غاتوني هدفه الأول مع الفريق الأول في 14 نوفمبر 2020 ضد نادي أتليتيكو ألدوسيفي.
بعد أن أثبت نفسه كأحد ركائز دفاع، مع تسجّيل 8 أهداف وتقدّم 4 تمريرات حاسمة مع نادي سان لوزينزو، أدى أداؤه الثابت إلى جذب اهتمام العديد من فرق كرة القدم الأوروبية، وكان نادي إشبيلية هو الذي تعاقد معه في النهاية في أوائل عام 2023.

### نادي إشبيلية لكرة القدم
في فبراير 2023، اشترى إشبيلية الصفقة كاملة من سان لورينزو مقابل 1.4 مليون يورو. ووقع مع النادي الإسباني عقدًا لمدة أربعة مواسم حتى عام 2027. وبعد أن لعب بعض المباريات، تمت إعارته إلى بلجيكا، لاكتساب الخبرة والعودة من إعارته، في يونيو 2024.

### نادي أندرلخت
في يناير 2024، انضم جاتوني إلى نادي أندرلخت ضمن الدوري البلجيكي للمحترفين على سبيل الإعارة حتى نهاية الموسم.

### نادي ريفر بليت
في 3 يوليو 2024، انضم غاتوني إلى نادي ريفر بليت على سبيل الإعارة مع خيار الشراء.

## مسيرته الدولية
استُدعي غاتوني للتدريب مع المنتخب الأرجنتيني الأول خلال جولة في آسيا/أوقيانوسيا في يونيو 2017. بعد عامين مثّل منتخب بلاده في بطولة لالكوديا الدولية لكرة القدم تحت 20 سنة، والمعروفة باسم كوتيف هي مسابقة كرة قدم دولية سنوية بدعوة لفرق الشباب، مفتوحة للأندية والفرق الوطنية والمستقلة، تقام في لالكوديا، فالنسيا منذ عام 1984. تمكن منتخب الأرجنتين في هذا المشاركة الفوز بها.